# Amorcito corazón (telenovela)
Amorcito corazón es una telenovela mexicana producida por Lucero Suárez para Televisa en 2011. Es una adaptación de la telenovela venezolana Trapos íntimos, original de Valentina Párraga. 
Está protagonizada por Elizabeth Álvarez, Diego Olivera, Grettell Valdez, Ricardo Fastlicht, África Zavala y Daniel Arenas, junto con Fabiola Campomanes, Gerardo Murguía, Liz Vega, Miguel Ángel Biaggio, Pietro Vannucci y Gaby Mellado en el roles antagónicos. Cuenta además con las actuaciones estelares de las primeras actrices Macaria, Mariana Karr y Silvia Mariscal.

## Argumento
Isabel Cordero (Elizabeth Álvarez) es una arquitecta que ve empañada su vida al perder al amor de su vida a los 18 años, gracias al autoritarismo de su padre Leopoldo (Alfonso Iturralde) quien además dejó a su esposa por iniciar una relación con la que era su comadre. Por esta razón la madre de Isabel, Sara (Silvia Mariscal) pierde la razón durante un tiempo y es internada en una institución médica psiquiátrica. Isabel cree que una maldición la persigue, la cual consiste en que cada hombre que se enamore de ella sufrirá por ello; es por esta razón que ella piensa que nunca logrará enamorarse y ser feliz, hasta que conoce a Fernando Lobo.
Fernando Lobo (Diego Olivera) es el gerente de una constructora que, después de la muerte de su esposa Sofía (Fabiola Campomanes), se dedica en la educación de sus tres hijas; pero, en un viaje de trabajo en Veracruz, conoce a Doris (Liz Vega) con quien sostiene una relación transitoria. Terminado el proyecto, regresa a la capital y, en medio de circunstancias cómicas y un tanto conflictivas, conoce a Isabel, quien también será su vecina, al vivir en el mismo edificio, y, sin saberlo él, amiga de sus tres hijas. Doris, por su parte, se unirá con Alfonso (Miguel Ángel Biaggio), el último novio de Isabel, para impedir la relación entre Isabel y Fernando, llegando a inventar un embarazo que nunca existió.
Isabel y Fernando se volverán novios pero la desconfianza los separará, además, María Soledad (Renata Notni), hija mayor de Fernando, no aceptará tal relación, aunque sus dos hermanas María Fernanda (Regina Tiscareño) y María Luz (Karol Sevilla) sí lo harán paulatinamente.
Entre tanto Lucía (África Zavala), hermana menor de Fernando, se encuentra a punto de terminar su noviciado, en el convento dirigido por Sor Ernestina (Raquel Morell), cuando conoce a William Guillermo “Willy” Pinzón (Daniel Arenas) un instructor de gimnasio que, a la vez, es un gigoló. A pesar de sus convicciones acerca de su vocación religiosa, la aparición de "Willy", la declaración de amor que él le hace y los detalles que tendrá con ella, la harán dudar. Además de ello, La Beba (Mariana Karr) se encuentra enamorada y obsesionada con Willy, aunque lo único que él quiere es su dinero, razón por la cual Hortensia (Macaria) la mejor amiga de La Beba y suegra de Fernando le querrá abrir los ojos a su amiga, aunque lo único que hará será enamorarse también de Willy.
Zoe (Grettell Valdez), la mejor amiga de Isabel y Lucía, es una mujer dedicada a su hogar y a su esposo Álvaro (Pietro Vannucci) quien la engaña con un hombre en su misma casa, por lo que Zoe decidirá nunca más enamorarse de verdad y estar con cualquier hombre y "vengarse de ellos". En un intento de suicidio es que conoce a Cecilio (Ricardo Fastlicht) de quien se enamorará aunque no continuará viendo y, posteriormente, se encontrará con Felipe (Alejandro Ibarra) que se convertirá en su novio, sin saber que Cecilio y Felipe son amigos. Cuando se reencuentra con Cecilio, éste se percata de que es Zoe el amor de su mejor amigo Felipe.
Marisol, la hija mayor de Fernando Lobo, es una adolescente rebelde que entra en constante conflicto con su padre; pero encontrará el amor en Juancho (Diego Amozurrutia) un humilde joven que además es primo de Willy. No obstante, Bárbara (Gaby Mellado), hermana de Willy y prima de Juancho, también está enamorada del muchacho y hará todo lo posible por separarlo de Marisol aunque esta sea supuestamente su mejor amiga.
A la trama de la novela ingresarán Manuela (Fabiola Campomanes) y Jorge (Gerardo Murguía). Manuela es la hermana gemela de Sofía que estuvo lejos por orden de su madre Hortensia para no darle una mala imagen a la familia. Se afirma que ella es una de las culpables de la muerte de su hermana, y siente un amor enfermizo por su cuñado Fernando siendo totalmente distinta a su hermana gemela. Mientras que Jorge es hijo de La Beba, aparenta ser un arquitecto pero en realidad es un tipo mafioso y sin escrúpulos el cual se siente atraído por Isabel y hace todo lo posible por separarla de Fernando.

## Elenco
- Elizabeth Álvarez - Isabel Cordero Valencia
- Diego Olivera - Fernando Lobo Carvajal
- Fabiola Campomanes - Manuela Ballesteros Tres Palacios / Sofía Ballesteros Tres Palacios de Lobo
- Grettell Valdez - Zoe Guerrero
- África Zavala - Lucía de Jesús Lobo Carvajal
- Ricardo Fastlicht - Lic. Cecilio Monsalve
- Daniel Arenas- William Guillermo "Willy" Pinzón Hernández
- Mariana Karr - Beatificación "Beba" Vda. de Solís
- Silvia Mariscal - Sara Valencia de Cordero
- Macaria - Hortensia Tres Palacios Vda. de Ballesteros
- Alejandro Ibarra - Lic. Felipe Ferrer
- Gerardo Murguía - Jorge Solís
- Miguel Ángel Biaggio - Alfonso "Poncho" Armendáriz
- Liz Vega - Doris Montiel Álvarez
- Diego Amozurrutia - Juan Francisco "Juancho" Hernández
- Renata Notni - María Soledad "Marisol" Lobo Ballesteros
- Gaby Mellado - Bárbara Pinzón Hernández
- Ricardo Margaleff - Ramón "Moncho"
- Alfonso Iturralde - Leopoldo Cordero Méndez
- Patricia Martínez - Eulalia "Lala" Hernández Vda. de Pinzón
- María Alicia Delgado - Susana "Susy"
- Rubén Cerda - Padre Benito Carvajal
- Rosita Pelayo - Guillermina Alcaráz
- Dalilah Polanco - Katherine
- Raquel Morell - Sor Ernestina
- Queta Lavat - Sor Pilar
- Thelma Dorantes - Irma
- Joana Brito - Minerva
- Adanely Núñez - Adela
- Héctor Ortega - Padre Crisóstomo
- Karol Sevilla - María Lucia "Marilú" Lobo Ballesteros
- Regina Tiscareño - María Fernanda "Marifer" Lobo Ballesteros
- Giuseppe Gamba - Mauricio Rossi
- Bibelot Mansur - Yazmín
- Omar Isfel - Gabriel "Tuqueque"
- Maite Valverde - Mayela Aragón
- Pietro Vannucci - Álvaro García de Alba
- Christian de la Campa - Martín Corona
- Jorge Ortín - Comandante Gabino Idrogo
- Carmen Becerra - Sabrina Peñaralta
- Rodolfo Jiménez - Santiago Oliviera
- Alejandro Nones - Rubén
- Paola Ochoa - Reina
- Ricardo Fernández Rue - Ignacio "Nacho" Téllez
- Polo Monárrez - Chicho
- Eduardo Shacklett - Ricardo "Ricky" Pacheco Hernández
- Mauricio Castillo - Dr. Arvide
- Gloria Sierra - Ana
- Vicente Herrera - Héctor
- Ingrid Schwebel - Brenda
- Polly - Recamarera
- Lupita Lara- Mamá de Rubén
- Miguel Garza - Mario
- Shaila Dúrcal - Ella misma
- Rafael Balderrama - Luis
- Hugo Aceves
- Ricardo Barona
- Linet
- Raúl Coronado

## DVD
El Grupo Televisa lanza a la venta en formato DVD sus novelas.

## Premios y nominaciones

### Premios TVyNovelas 2012
| Categoría             | Nominado(a)       | Resultado |
| --------------------- | ----------------- | --------- |
| Mejor actor coestelar | Alejandro Ibarra  | Nominado  |
| Mejor actriz juvenil  | Gaby Mellado      | Nominado  |
| Mejor actor juvenil   | Diego Amozurrutia | Nominado  |

### TV Adicto Golden Awards
| Año  | Categoría                      | Nominado      | Resultado |
| ---- | ------------------------------ | ------------- | --------- |
| 2012 | Mejor actor en papel de cómico | Diego Olivera | Ganador   |
| 2012 | Revelación masculina           | Daniel Arenas | Ganador   |

### Presea Luminaria de Oro 2011
Reconocimiento por desempeño a: Liz Vega y Mike Biaggio

### Premios Oye 2013
| Categoría                                                             | Nominado(a) | Resultado |
| --------------------------------------------------------------------- | ----------- | --------- |
| Mejor Tema de Telenovela, Serie, Obra de Teatro o Película en Español | Chayanne    | Nominado  |

## Versiones
Amorcito corazón es una adaptación de la telenovela venezolana Trapos íntimos producida por Carmen Cecilia Urbaneja y José Gerardo Guillén para Radio Caracas Televisión en el año 2002 y protagonizada por Marlene De Andrade, Carlos Montilla, Gabriela Vergara y Alfonso Medina.